# Battaglia di Yao
La battaglia di Yao (八尾の戦い?) fu una battaglia della campagna estiva dell'assedio di Osaka del 1615.

## La battaglia
Il gruppo d'avanguardia del clan Chōsokabe, guidato da Yoshida Shigeyoshi, che si era spinto fino al villaggio di Kayafushi, fu attaccato dalle forze centrali del clan Tōdō comandate da Tōdō Takatora. Yoshida inviò un messaggero al corpo principale per riferire dell'attacco e rispose al fuoco, ma la sua unità fu annientata e Yoshida cadde in battaglia.
Ricevuta la notizia, Chōsokabe Morichika (capo del clan Chōsokabe) prese posizione difensiva lungo il fiume Nagasegawa per intercettare il nemico.
L'ala sinistra delle forze Tōdō, guidata da Tōdō Takayasu e Kuwana Yoshinari, inizialmente si diresse verso Dōmyōji, ma virò e attraversò il fiume Tamagushigawa, avanzando verso il corpo principale di Morichika sul Nagasegawa. Anche Tōdō Ujikatsu, figlio di Tōdō Takatora, seguì l'avanzata.
Morichika fece smontare tutti i cavalieri e ordinò loro di impugnare le lance, nascondendosi dietro l'argine. Quando le truppe Tōdō si avvicinarono abbastanza, si alzarono simultaneamente e attaccarono con le lance.
Le forze Tōdō furono messe in rotta: Tōdō Takayasu e Kuwana Yoshinari morirono in battaglia, mentre Tōdō Ujikatsu, gravemente ferito, morì durante la ritirata. Anche Takatora intervenne per fornire supporto, ma fu sopraffatto dalle forze di Chōsokabe e respinto. Nakauchi Genbee, che si trovava a combattere contro il suo ex signore, fu anch’egli ucciso.
I combattimenti proseguirono fino a mezzogiorno, dopodiché si raggiunse una tregua temporanea. Le truppe Chōsokabe si raggrupparono e si riposarono sull’argine del fiume Nagasegawa. Proprio in quel momento ricevettero la notizia della sconfitta di Kimura Shigenari a Wakae. Temendo l’isolamento nel cuore del nemico, Morichika decise di ritirarsi verso il castello di Osaka.